# Portugalska baročna arhitektura
Baročna arhitektura na Portugalskem je trajala približno dve stoletji (konec 17. in 18. stoletja). Vladavini Ivan V. in Jožefa I. so povečale uvoz zlata in diamantov in sicer v obdobju, imenovanem kraljevi absolutizem ali absolutna monarhija, ki je omogočilo razcvet portugalskega baroka.

## Baročna arhitektura
Baročna arhitektura na Portugalskem ima prav posebne okoliščine in drugačen časovni okvir kot preostala Evropa. Pogojena je z več političnimi, umetniškimi in gospodarskimi dejavniki, ki izvirajo iz več faz in različnimi vrstami zunanjih vplivov, kar ima za posledico edinstveno mešanico s posebnimi oblikami in značajem, ki jo tisti, ki iščejo italijansko umetnost, pogosto ne razumejo. Začne se v zapletenem trenutku, s finančnimi napori kraljestva, usmerjenega v portugalsko osamosvojitveno vojno, po 60 letih Iberske unije.
Drugi ključni dejavnik je obstoj jezuitske arhitekture, imenovane tudi preprosti slog (Estilo Chão). Gre za stopnjo razvoja arhitekture pred baročne stopnje ali zgodnjega baroka, ki je preprost, resnoben, protireformacijski - nosilci pa so povsod po Evropi jezuiti.
Stavbe so enoprostorne bazilike, z globoko glavno kapelo, stranskimi kapelicami (z majhnimi vrati za komunikacijo), brez notranje in zunanje dekoracije, z zelo preprostim portalom in okni. Gre za zelo praktično zgradbo, ki je omogočala gradnjo po celotnem imperiju z manjšimi prilagoditvami in pripravo za poznejšo dekoracijo ali ko bodo na voljo sredstva. Pravzaprav prvega zgrajenega portugalskega baroka ne manjka, ker je 'preprost slog' enostavno spremeniti z okraski (poslikava, polaganje ploščic itd.), ki prazna območja spremeni v pompozne, dodelane baročne prizore. Enako bi lahko veljalo za zunanjost. Nato je zgradbo enostavno prilagoditi okusu časa in kraja. Praktično in ekonomično.

## Mednarodni barok
Po koncu osamosvojitvene vojne in mimo krize nasledstva med Afonzom VI. in Petrom II. je bila Portugalska pripravljena na mednarodni barok. Začelo se je postopoma, spreminjalo je manieristični model, poskušalo animirati in posodobiti nove stavbe z uporabo osrednjega prostora in nekaj okrasja, na primer v cerkvi Santa Engrácia v Lizboni, ki sta jo oblikovala João Nunes Tinoco in João Antunes.
Santa Engrácia je impresivna stavba, narejena s krivinami in geometrijskimi oblikami, osrednji prostor, ki ga krona velika kupola (dokončana šele v 20. stoletju), je okrašena z barvitimi marmorji in se vsiljuje mestu.
V času kralja Ivana V. je barok na Portugalskem doživel čas sijaja in bogastva. Kljub uničenju, ki ga je povzročil potres leta 1755, je kakovost stavb, ki so se ohranile do naših dni, še vedno impresivna. 
Palácio da Ribeira, kraljeva kapela (obe uničeni v potresu) in narodna palača Mafra so glavna kraljeva dela. Akvadukt Aguas Livres prinaša vodo v Lizbono na razdalji 18 kilometrov, s poudarkom na odseku nad dolino Alcântara zaradi monumentalnosti impozantnih lokov. Po vsej državi pa so v večjih ali manjših delih še vedno vidne značilnosti časa.
Pozlačeno rezbarjenje lesa  je zaradi pomembnosti in bogastva okraskov dobilo nacionalne značilnosti. Velik razvoj so doživeli tudi slikarstvo, kiparstvo, dekorativne umetnosti in polaganje ploščic.
Eden najlepših primerov pozlačenega rezbarjenja lesa iz tega obdobja je Biblioteca Joanina (knjižnica poimenovana po kralju Ivanz V.), zgrajena v glavni stavbi in stolpu Univerze v Coimbri. Številna manj znana dela obstajajo po vsej državi, tako v Viseu, Santarému in Faroju.

### Palača Mafra
Narodna palača Mafra je stavba, prikazana v najbolj mednarodnem portugalskem baroku in po modi med evropskimi monarhi odraža absolutistično arhitekturo, kot je Versajska palača v Franciji. To je kompleks kraljeve palače, stolnice in samostana, zgrajen po kraljevi obljubi, povezani z njegovim nasledstvom. Zasnoval ga je João Frederico Ludovice, nemški arhitekt z bivališčem na Portugalskem, dela so se začela leta 1717 in končala leta 1730. Gre za neizmerno zgradbo z dvema kupolama na fasadi, po uničeni kupoli v palači Ribeira, z baziliko z veliko kupolo v središču in dvema zvonikoma. Za tem, čeprav ga ni mogoče videti z ulice, je samostan. Kompleks je viden z morja, deluje kot teritorialni mejnik in se je uporabljal kot poletna rezidenca za dvor. Znano je, da je kralj hotel zgraditi cerkev, še večjo od Vatikanske, a ko je zvedel, da bo trajalo več kot stoletje, si je premislil. V celotnem kompleksu velja omeniti tudi knjižnico, šest orgel bazilike in dva kariljona.

## Severna Portugalska
Na severu Portugalske stojijo številne baročne zgradbe. Z več prebivalci in boljšimi gospodarskimi viri je bil sever, zlasti območja Porta in Brage, arhitekturno prenovljen, kar je vidno na velikem seznamu cerkva, samostanov in palač, ki jih je zgradila aristokracija.
Mesto Porto (na Unescovem seznamu svetovne dediščine) je mesto baroka na Portugalskem. To je delovno območje Nicolaua Nasonija, italijanskega arhitekta, ki je živel na Portugalskem in risal originalne stavbe s scenografsko postavitvijo, kot so cerkev cerkev in stolp Clérigos, loža stolnice v Portu, cerkev Misericórdia, palača São João Novo, palača Freixo, škofovska palača skupaj s številnimi drugimi.